# Беглов, Геннадий Александрович
Геннадий Александрович Беглов (1926, Ленинград — 2000) — советский и российский кинорежиссёр, сценарист, актёр, писатель.

## Биография
Геннадий Беглов родился в Ленинграде. Он пишет о себе:

Я родился в городе, в котором был бы счастлив жить каждый, — в Ленинграде, но в те годы, в которые вообще лучше бы не родиться, — в тридцатые. Из детства помню завтраки: какао и маму, накладывающую ложкой красную икру на тонкий ломтик булки. Из репродуктора летят бодрые марши и тексты судебных процессов над врагами народа. Особенно мне нравились последние фразы приговоров « … к высшей мере наказания». Враги уничтожены, жизнь прекрасна. А потом стало ещё веселее: на город падали бомбы, и на развалинах можно было найти всё что угодно: игрушки, конфеты, книжки… А потом пионерские лагеря для меня как-то незаметно превратились в концлагеря, где тоже были подъём и отбой, хождение строем и бессмысленный труд, ставший, однако, делом чести, доблести и геройства. Моя личность была бы не ясна, если бы я скрыл, что очень люблю Ницше, Кафку, раннего Ленина и некролог о смерти Сталина.
— Геннадий Беглов
Находился в заключении в исправительно-трудовом лагере. Позже работал вторым режиссёром на Ленфильме. Актриса Людмила Гурченко так вспоминает о встрече с ним:

В антракте за кулисы ко мне влетает второй режиссёр с «Ленфильма» — человек живой, артистичный, с острым умом, лёгкий в общении, мгновенно ориентирующийся в любой обстановке. В общем, образ стопроцентного, незаменимого кинематографиста. И фамилия красноречивая — Беглов, Геннадий Беглов.— Людмила Гурченко, «Аплодисменты»
В 1988 году в журнале «Нева» опубликована его автобиографическая повесть «Досье на самого себя». В том же году в эфире ленинградской телепрограммы «Пятое колесо» Беглов объявил о сборе средств для съёмок экранизации.

## Фильмография

### Режиссёр
1. 1971 — Мещане (фильм-спектакль)
2. 1989 — Ад, или Досье на самого себя
3. 1990 — Сон девственницы
4. 1992 — Тайна

### Второй режиссёр
1. 1967 — В огне брода нет[3]
2. 1970 — Начало
3. 1973 — Старые стены
4. 1982 — Шапка Мономаха

### Актёр
1. 1970 — Начало — Виталий Алексеевич Одиноков
2. 1970 — Хозяин — эпизод
3. 1973 — Старые стены — эпизод
4. 1982 — Шапка Мономаха — эпизод
5. 1984 — Макар-следопыт — эпизод (3-я серия)
6. 1992 — Тайна — эпизод (человек в баре)

### Сценарист
1. 1989 — Ад, или Досье на самого себя
2. 1990 — Сон девственницы
3. 1992 — Тайна

## Литературные работы
«Досье на самого себя» — автобиографическая повесть
«Дурочка» — роман

## Награды
- 1971 — диплом на МКФ в Нью-Йорке, за роль в фильме «Начало»[4].